# Reversed field pinch
Der Begriff reversed field pinch (RFP) bezeichnet eine Anlage, um Fusionsplasma einzusperren. Sie ist ein toroidaler Pinch (engl. für Quetsche), welcher eine einzigartige Magnetfeldkonfiguration benutzt, um Plasma magnetisch einzusperren. Sie wird hauptsächlich für die Fusionsforschung verwendet.

## Beschreibung
Die Magnetfeld-Geometrie eines RFP unterscheidet sich ein wenig von dem bekannteren Tokamak. Wenn man sich radial nach außen bewegt, kehrt die torodiale Komponente des Magnetfeldes ihre Richtung um. Diese Eigenschaft wird durch den Namensteil reversed field beschrieben. Diese Konfiguration kommt im Vergleich zum Tokamak bei gleicher Energiedichte mit schwächeren Magnetfeldern aus. Ein Nachteil dieses Anlagentyps ist, dass er zu größeren nicht-linearen Effekten und Turbulenzen neigt. Dies macht ihn zur idealen Vorrichtung um nicht-ideale (resistive) Magnetohydrodynamik zu untersuchen. RFPs werden außerdem für das Studium von astrophysikalischem Plasma verwendet, da es viele Gemeinsamkeiten gibt.
Die größte Reversed-Field-Pinch-Anlage, die gegenwärtig arbeitet, ist das „Reversed-Field eXperiment“. Weitere Anlagen sind unter anderem der Madison Symmetric Torus, EXTRAP T2R in Schweden, TPE-RX in Japan, und Keda Torus eXperiment (KTX) in China.

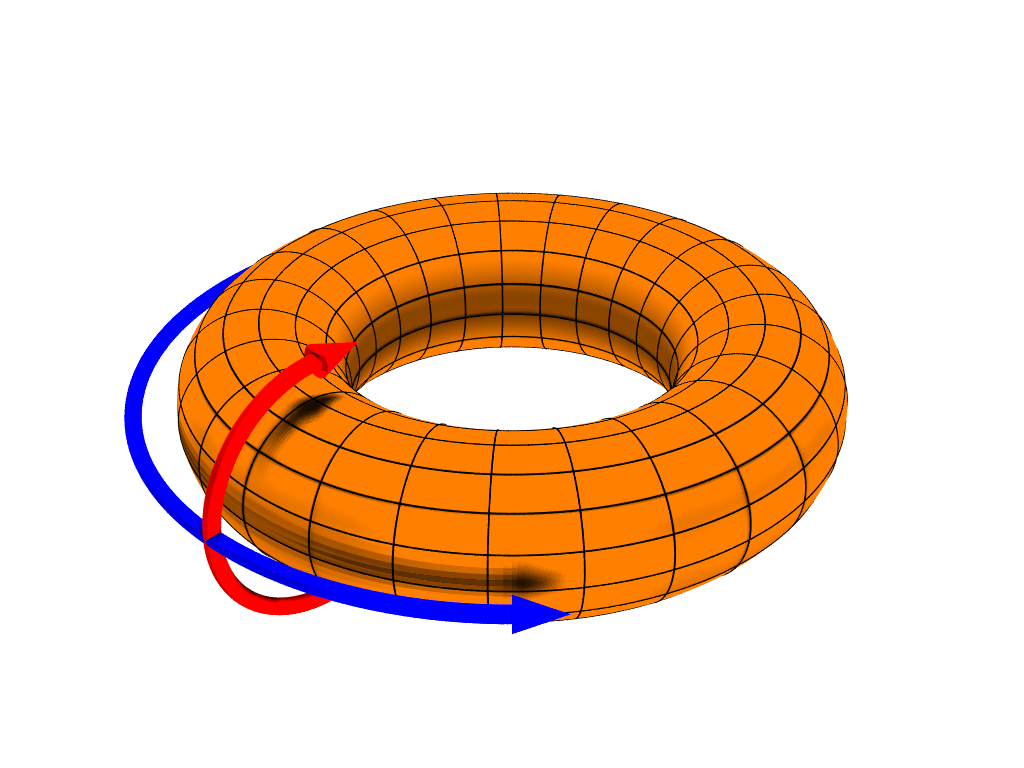
Ein toroidales Koordinatensystem welches üblicherweise in der Plasmaphysik verwendet wird. Der rote Pfeil entspricht der poloidalen Richtung, der blaue Pfeil der toroidalen Richtung

## Eigenschaften
Anders als beim Tokamak, der viel stärkere Magnetfelder in der toroidalen als in der poloidalen Richtung verwendet, sind beim RFP die Feldstärken in beiden Richtungen vergleichbar stark (obgleich das Vorzeichen in der toroidalen Richtung wechselt). Außerdem hat der RFP eine Feldstärke von ungefähr einem Zehntel bis zur Hälfte eines vergleichbaren Tokamak. Zudem beruht der RFP auf dem Induzieren von Strom in das Plasma, um das Feld von Magneten durch einen Dynamo-Effekt zu verstärken.

## Vorteile
Ein RFP bietet mehrere potentielle Vorteile. Ein Vorteil ist, dass es kein bekanntes β-Limit gibt. β ist ein Parameter, der den durchschnittlichen Druckgradient zur magnetischen Feldstärke in Beziehung setzt. Für praktische Zwecke kann β als Begriff der relativen Effizienz betrachtet werden (dies gilt nicht exakt, kann aber als Abschätzung dienen).
- natürliches Plasma
- ökonomisch
- kompakt
- hohe Energiedichte (minimale Energie, stabil)
- zündet ohne äußere Aufheizung des Plasmas

## Magnetische Topologie
Der RFP arbeitet nach dem Prinzip der minimalen Energie, d. h., dass die potenzielle Energie eines geladenen bewegten Teilchens entlang einer Linie im RFP minimal ist.
Die magnetischen Feld-Linien wickeln sich locker um das Zentrum eines Torus. Innerhalb des Plasmarings kehrt sich das toroidale Magnetfeld um. Die Feldlinien wickeln sich damit in umgekehrte Richtung weiter.